# 湖南大学駅
湖南大学駅（こなんだいがくえき）は、中華人民共和国湖南省長沙市岳麓区にある長沙地下鉄4号線の駅である。

## 駅構造
島式ホーム1面

## 歴史
2017年11月に竣工、2019年5月26日に開通した。

## 駅周辺
- 湖南大学